# جين هادفيلد
جين هادفيلد (بالإنجليزية: Jen Hadfield)‏ (1978، شتلاند في المملكة المتحدة)؛ كاتِبة، فنانة وشاعرة بريطانية.